# Kazimierz Komornicki
Kazimierz Komornicki (ur. 4 marca 1812 w Ujźdźcach na Wołyniu, zm. 23 listopada 1856 w Żytomierzu) – polski krytyk sztuki.

## Życiorys
Urodził się 4 marca 1812 na Wołyniu w Ujźdźcach w rodzinie Antoniego Barnaby Komornickiego z Komornik h. Gryf i żony jego Marianny Tomaszewskiej herbu Bończa. ukończył szkołę w Krzemieńcu a następnie przebywał za granicą. Po powrocie osiadł w rodzinnej wiosce. Był znawcą i miłośnikiem malarstwa, sam niewiele malował natomiast pisywał artykuły, które zamieszczał w "Athenaeum" - wileńskim czasopiśmie naukowo-literackim pod redakcją Józefa Ignacego Kraszewskiego. W latach 1853–54 drukował w Gazecie Warszawskiej korespondencję dotyczące życie bieżącego.

## Publikacje

### O sztuce
1. Słówko o sztuce i artystach;
2. Krótki rys dziejów malarstwa;
3. Wiadomość o ikonomachii i wpływie jej na sztuki;
4. Przeznaczenie i fazy sztuki;
5. O światłocieniu;
6. Przegląd dziejów malarstwa, na r. 1854

### Poświęcone ekonomii politycznej
1. O znakomitszych ekonomistach; O Józefie Droz;
2. O Sismondim

### W rękopisie
1. Rzut oka na rządnośc krajową w dawnej Polsce,
2. O wagach i miarach krajowych i zagranicznych.

Żonaty z Julią Kleczyńską i mieli dwoje dzieci - Adama Piotra i Paulinę. Zmarł 23 listopada 1856 w Żytomierzu i został pochowany w Tajkurach.